# 内ヶ崎酒造店
合資会社内ヶ崎酒造店（うちがさきしゅぞうてん）は、現役の酒蔵としては宮城県最古の、宮城県富谷市富谷にある酒造メーカーである。

## 沿革
- 1618年（元和4年）奥州街道吉岡宿と七北田宿の間の新道を作るにあたり、吉岡黒川氏の家老だった初代内ヶ崎筑後（後に織部と改名）が仙台藩主伊達政宗に、富谷に宿場（富谷宿）を開設するよう命じられた。
- 1661年（寛文元年）二代目内ヶ崎作右衛門が、仙台藩主から酒の醸造を許され[3]、酒造業を創業。
- 1812年（文化9年）仙台藩主10代伊達斉宗に献酒。
- 1813年（文化10年）仙台藩を代表する酒へと成長し、「初霜」と「初霞」の銘を賜る。
- 慶応年間に蔵を建て替える。
- 1918年（大正7年）8月1日 合資会社内ヶ崎酒造店設立。

## 生産銘柄
- 鳳陽（各種）
  - 鳳陽[4]の銘柄は、「唐書」の季善感伝に”鳳鳴朝陽”とあり、その鳳にあやかり命名された。
- 純米酒みやぎ萩